# مرگ و تشییع ولادیمیر لنین
روز دوشنبه، ۲۱ ژانویه ۱۹۲۴، ساعت ۱۸:۵۰، به وقت اروپای شرقی، ولادیمیر لنین، رهبر انقلاب اکتبر و نخستین رهبر و از بنیانگذاران اتحاد جماهیر شوروی، پس از رفتن به کما، در سن ۵۳ سالگی، در گورکی، درگذشت. علت رسمی مرگ، بیماری صعب‌العلاج عروق خونی ثبت شد. لنین، تشییع و سپس در ۲۷ ژانویه، در مقبره‌ای که به‌طور خاص ساخته شده بود، دفن شد. کمیسیونی از کمیته مرکزی حزب کمونیست اتحاد جماهیر شوروی نیز مسئول سازماندهی مراسم خاکسپاری بود.